# Mike Ratledge
Mike Ratledge (* 6. Mai 1943 in Maidstone, Kent, England; † 5. Februar 2025) war ein britischer Keyboarder und Komponist.

## Leben und Werk
Ratledge wurde bekannt als Musiker der englischen Artrock-Band Soft Machine. Sein Stil wurde sowohl geprägt vom modernen Jazz der 1960er Jahre (Miles Davis, John Coltrane, Ornette Coleman) als auch von Minimal Music und indischem Raga. Er komponierte einen Großteil der Musik auf den ersten fünf Alben.
Ratledge verließ Soft Machine 1976 und konzentrierte sich auf Werbemusik. Founding member and keyboard player Mike Ratledge dead at 81 1993 traf er seinen ehemaligen Soft-Machine-Kollegen Karl Jenkins bei dessen Adiemus-Projekt. Mike Ratledge verstarb am 5. Februar 2025 nach kurzer Krankheit.